# ۱۳۵۳ (میلادی)
۱۳۵۳ (میلادی) هزار و سیصد و پنجاه و سومین سال تقویم میلادی است.

## درگذشتگان
‎